# Alcenino
Em química orgânica, um alcenino, também chamado de enino, é um hidrocarboneto que possui uma ligação dupla e uma ligação tripla em sua cadeia carbônica. Tanto o termo "alcenino" quando o termo "enino" são contrações das funções alceno e alcino.

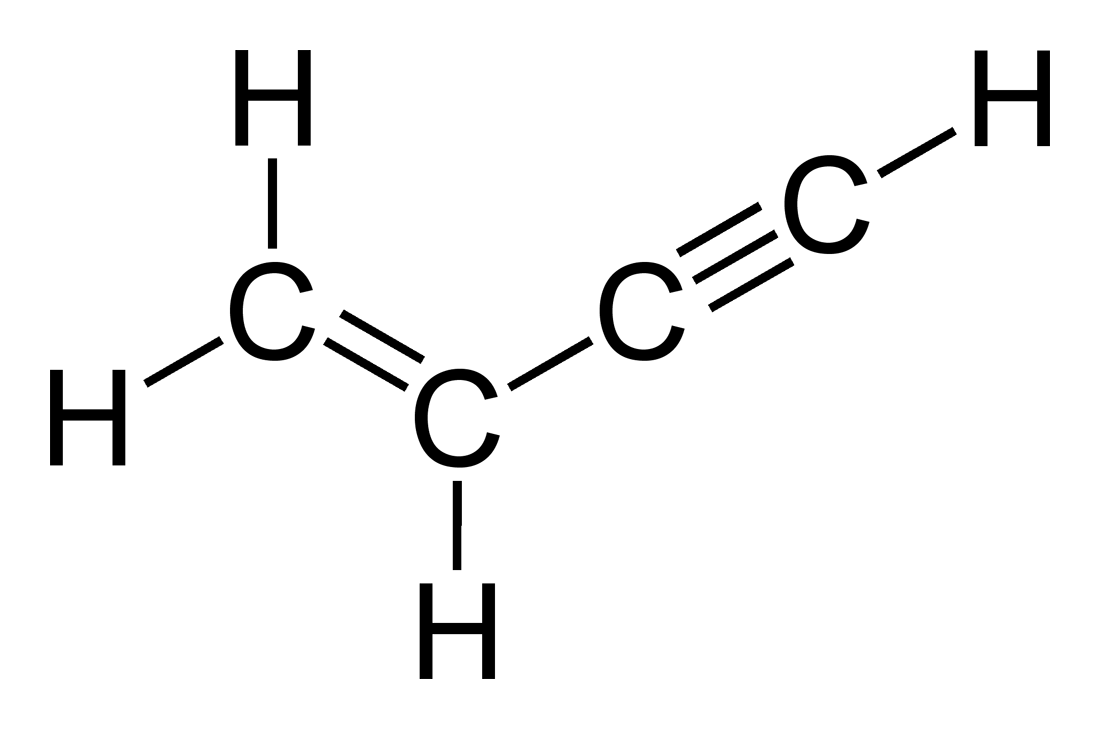
Estrutura do vinilacetileno, o alcenino mais simples possível.

O alcenino mais simples possível é o vinilacetileno (IUPAC: but-1-en-3-ino).